# Jorinde
Jorinde ist ein weiblicher Vorname.

## Herkunft und Bedeutung
Beim Namen Jorinde handelt es sich um eine Zusammensetzung aus den Namen Jorina und Linde.

## Verbreitung
Der Name Jorinde ist in erster Linie in den Niederlanden verbreitet. Dort wurde der Name vor allem in den 1990er Jahren vergeben.

## Varianten
Varianten des Namens lauten Jorinda, Yorinda und Yorinde.

## Bekannte Namensträgerinnen
- Jorinde Dröse (* 1976), deutsche Regisseurin
- Jorinde van Klinken (* 2000), niederländische Leichtathletin
- Jorinde Müller (* 1993), Schweizer Freestyle-Skierin
- Jorinde Voigt (* 1977), deutsche Künstlerin